# 뮤직 (2021년 영화)
《뮤직》(영어: Music)은 미국에서 제작된 시아 감독의 2021년 뮤지컬 드라마 영화이다. 케이트 허드슨 등이 출연하였다. 2021년 1월 14일 오스트레일리아에서 스튀디오카날에 의해 개봉되었다. 미국에서는 2021년 2월 10일 선별된 아이맥스 극장에서 개봉하였다.

## 줄거리
마약상 커주 "주" 갬블은 할머니가 돌아가시면서 비구어 자폐를 앓는 이복동생 뮤직을 떠맡게 된다.

## 출연
- 케이트 허드슨 - 커주 "주" 갬블 역
- 매디 지글러 - 뮤직 갬블 역
- 레슬리 오덤 주니어 - 에보 오돔 역
- 헥터 엘리존도 - 조지 역
- 메리 케이 플레이스 - 밀리 역
- 브랜던 수 후 - 태너 역
- 티그 노타로 - TV 쇼 래지컬스 진행자 역
- 왕뤄융 - 필릭스의 아버지 역
- 벤 슈워츠 - 루디 역
- 줄리엣 루이스 - 에벌린 역
- 캐시 너지미 - 에벌린의 어머니 역
- 헨리 롤린스 - 에보의 이웃 역
- 파베시 치나 - 전자제품 매장 관리자 역
- 시아 - 국경 없는 팝스타 역

## 기타 제작진
- 추가 음악 작곡: 시아, 래브린스